# Řehoř Bar Hebraeus
Řehoř Bar Hebraeus (též Barhebraeus nebo Gríghór bar ʽEbrájá, latinizovaně Abulpharagius, vlastním jménem Gríghór Abúʼl-Faradž íbn al-ʽIbrí; 1226 - 30. července 1286) byl syrský intelektuál a mafrian (metropolita) syrské pravoslavné církve v letech 1264 až 1286. Jeho práce se týkají filozofie, poezie, jazykovědy, historie a teologie; byl nazván „jedním z nejučenějších a nejuniverzálnějších mužů syrské pravoslavné církve“ (William Wright). Většina jeho děl byla napsána syrsky, některá však napsal i v arabštině, která se v jeho době stala nejpoužívanějším jazykem jeho regionu.